# Mordomo

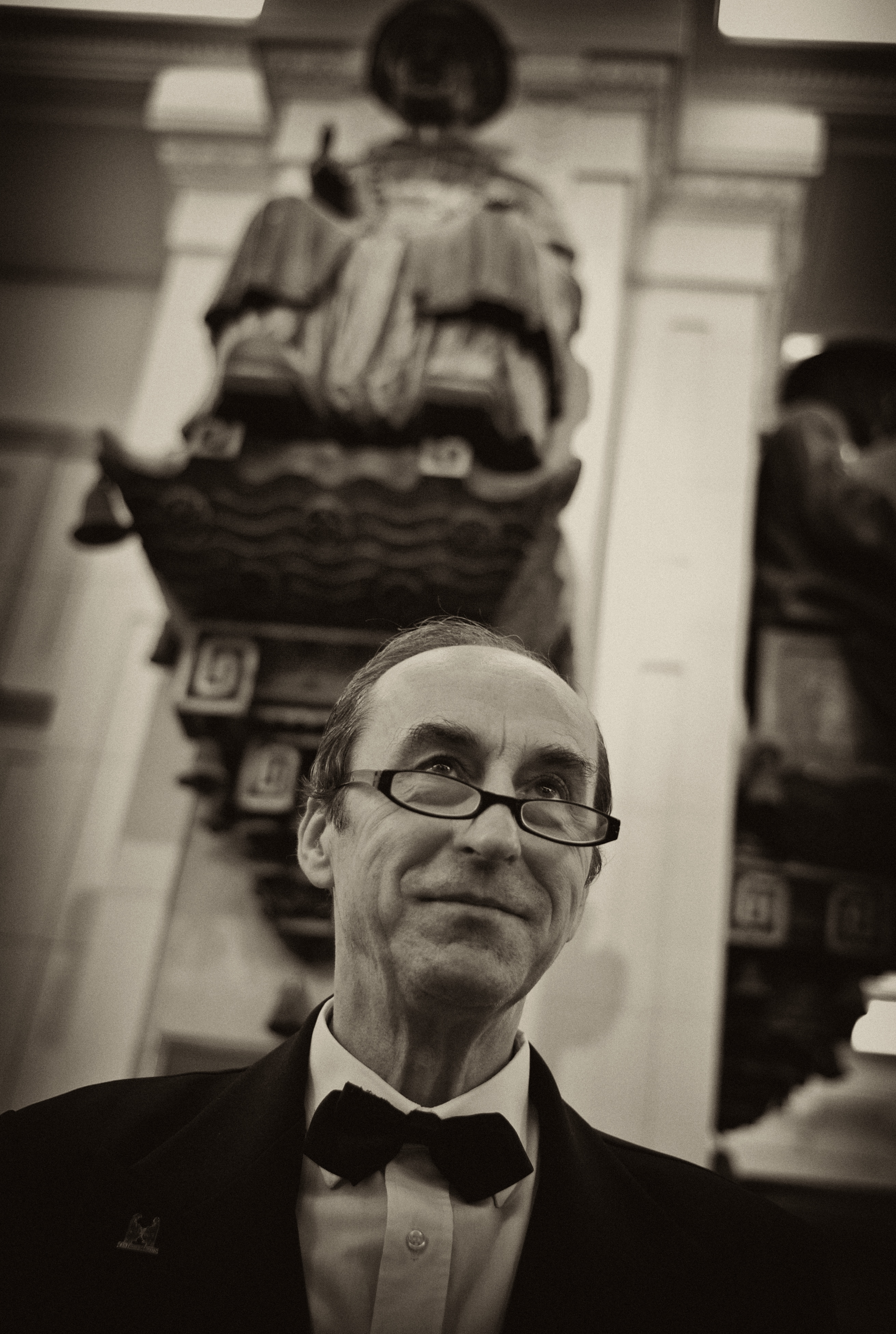
Mordomo no hotel des Deux Magots, Paris, 25 de novembro de 2009

O mordomo (do latim major domus, "administrador ou governante da casa") é um empregado doméstico responsável pelo planejamento e controle da execução dos trabalhos de seus subordinados no dia-a-dia de uma determinada residência.
Mordomo é também o administrador dos bens de uma irmandade ou confraria ou o organizador (e contribuinte) de uma festa popular, normalmente de cariz religioso.
Mordomo foi também um magistrado encarregado de cobrar impostos e de fazer citações e execuções judiciais.

## Etimologia
A origem é de maior domūs (latim para '"principal da casa"'), que deu origem ao português e galego mordomo, ao espanhol mayordomo (donde o inglês pegou emprestado, majordomo, ou do obsoleto italiano maiordomo). Além disso, ele é encontrado como Francês majordome, italiano moderno maggiordomo, e romeno e catalão como majordom.

## Alguns mordomos
Um mordomo que ficou famoso foi Paul Burrell, que trabalhou para Lady Diana, Princesa de Gales.
O diretor brasileiro João Moreira Salles fez o documentário Santiago, sobre o mordomo argentino que trabalhou para a sua família durante 30 anos.

## Alguns mordomos na ficção
- Alfred Pennyworth, o mordomo de Bruce Wayne, o Batman.
- Bob, o personagem central e que dá título ao filme Bob the Butler, de 2005, interpretado por Tom Green.
- Cadbury, o mordomo de Riquinho, personagem de história em quadrinhos, de série de desenho animado da televisão e filme de 1994.
- Edgar, o mordomo, em Aristogatas, filme de animação da Disney de 1970.
- Franz, mordomo do filme The Sound of Music, de 1965.
- Godfrey, o mordomo do filme My Man Godfrey, de 1936, interpretado por William Powell, e do remake do mesmo filme, realizado em 1957, interpretado por David Niven.
- Geoffrey, mordomo de Um Maluco no Pedaço.
- Hayate Ayasaki, o mordomo de Nagi Sanzenin em Hayate no Gotoku!, mangá de Kenjiro Hata.
- Hobson, mordomo nos filmes Arthur e Arthur 2: On the Rocks, interpretado por John Gielgud.
- Jennings, o mordomo interpretado por Alan Bates no filme Gosford Park, de 2001.
- Leopoldo, mordomo do Tio Patinhas.
- Tropeço, o mordomo de A Familia Addams.
- Max, o mordomo do seriado de televisão Hart to Hart (Casal 20, no Brasil), interpretado por Lionel Stander.
- Nestor, o mordomo do Capitão Haddock, em As Aventuras de Tintim.
- Passepartout, personagem do romance A volta ao mundo em oitenta dias, de Júlio Verne, do filme homônimo, interpretado por Cantinflas, e de outro filme homônimo de 2004, interpretado por Jackie Chan.
- Proventus Avenicci, mordomo do Jarl Balgruuf da província de Whiterun, no jogo The Elders Scrolls V: Skyrim.
- Winstom, mordomo de Lara Croft.
- Comptom, mordomo traidor de Lara Croft.
- Sebastian Michaelis, mordomo demônio de Ciel Phantomhive, em Kuroshitsuji (Black Butler), mangá de Yana Toboso .
- Grell Sutcliff, aparece inicialmente como mordomo desastrado de Madame Red, em Kuroshitsuji (Black Butler).
- Claude Faustus, mordomo demômio de Alois Trancy, em Kuroshitsuji II (Black Butler II).
- Timber,Thompson e Cantebury, mordomos demônios trigêmeos, em Kuroshitsuji II (Black Butler II).
- Watari, o mordomo de L em Death Note, uma série de mangá/anime escrita por Tsugumi Ohba.
- Riffael Raffit, conhecido como Riff mordomo de Cain Hargreaves, em Conde Cain.
- Anastácio, mordomo do Plínio no desenho clássico Little Lulu.
- Bruno, mordomo da família Lascurain da novela mexicana Mi Corazón es tuyo.